# Bulbophyllum fritillariiflorum
Bulbophyllum fritillariiflorum là một loài phong lan thuộc chi Bulbophyllum.